# ماثيو هولنيس
ماثيو هولنيس (بالإنجليزية: Matthew Holness)‏ هو ممثل بريطاني، ولد في 1975 في وايتستابل في المملكة المتحدة.

## وصلات خارجية
- ماثيو هولنيس على موقع IMDb (الإنجليزية)
- ماثيو هولنيس على موقع ألو سيني (الفرنسية)
- ماثيو هولنيس على موقع ميوزك برينز (الإنجليزية)
- ماثيو هولنيس على موقع أول موفي (الإنجليزية)
- ماثيو هولنيس على موقع إن إن دي بي (الإنجليزية)
- ماثيو هولنيس على موقع ديسكوغز (الإنجليزية)
- ماثيو هولنيس على موقع قاعدة بيانات الفيلم (الإنجليزية)
- ماثيو هولنيس على موقع كينوبويسك (الروسية)